# Ana Đokić
Ana Đokić (Aranđelovac, 9 de fevereiro de 1979) é uma handebolista profissional montenegrina, medalhista olímpica.
Ana Đokić fez parte do elenco da medalha de prata inédita da equipe montenegrina, em Londres 2012. 